# Conspiració de Vilafranca
La Conspiració de Vilafranca va ser una conjura política, o complot, ordida per sectors de la noblesa i de l'alta burgesia nord-catalana que no estaven d'acord amb l'annexió dels antics comtats de Rosselló i de de Cerdanya al Regne de França i propugnaven llur restitució al Principat de Catalunya, al qual havien pertangut fins al Tractat dels Pirineus, el 1659.

## Antecedents[1]
L'antecedent fonamental és el mateix Tractat dels Pirineus, a bastament tractat a l'article corresponent, després del qual es començaren a produir uns canvis que van crear inquietud i malestar entre els prohoms catalans del territori acabat d'annexionar al Regne de França. Lluís XIV de França, que havia confirmat en principi tots els privilegis de què gaudien els catalans del nord, va tornar cap a París, i dos mesos després de la seva partença, el 13 de juliol del 1660, Hyacinthe Sarroni, bisbe d'Orange, en qualitat de comissari reial, feia efectiu un edicte reial signat el 17 de juny anterior a Donibane Lohitzune, pel qual les quatre jurisdiccions principals de la Catalunya del Nord (Governació, Diputació del General, Mestre Racional i Cambra del Patrimoni, o Domini) eren suprimides de soca-rel, i reemplaçades per un Consell Sobirà, hereu de l'antic Consell Reial, que va rebre una jurisdicció i competència absoluta i exclusiva sobre tot el territori.
Aquesta reorganització dels poders públics, que comportà la desaparició del Tribunal de la Diputació, juntament amb altres reformes menors, però que afectaven molt la població nord-catalana, van provocar revoltes, que foren aprofitades pels qui també eren partidaris de la reunificació catalana al sud de la nova frontera establerta el 1659. L'arquebisbe de Tolosa, Pierre de Marca, a més, va deixar sol Sarroni en l'empresa de la instauració d'un nou model de govern, sota els costums i les lleis franceses.
El Consell Sobirà, de nova creació, comptava amb un sol magistrat nord-català, el doctor Nicolau Manalt. La resta, eren magistrats sud-catalans, com Josep (de) Fontanella, Francesc de Sagarra, Josep de Queralt, Isidre de Prat. Alguns d'ells havien format part de la Reial Audiència de Barcelona i havien optat per adscriure's al Rosselló després del Tractat dels Pirineus.
Per contra, alguns nord-catalans havien fet el pas contrari, com Tomàs de Banyuls i d'Orís, senyor de Nyer i de Montferrer. El bisbe d'Elna era vacant, en aquells anys, i mancava una autoritat religiosa que unifiqués el paper del bisbat, on cada capellà tirava pel seu costat.
El 1660 apareixia a l'Alt Conflent Pere Prats, qui, juntament amb el seu pare, Martí, havien estat en primer rengle defensant Vilafranca de Conflent contra els francesos el 1654 (Setge de Vilafranca de Conflent). També Pau Escapa i Jeroni Prats començaven les seves activitats. Tots ells procedien de l'entorn dels fusellers de muntanya, units al governador de Puigcerdà, en concert amb el virrei de Catalunya. Alhora, alguns conflentins, com Carles de Llar, Pere Descatllar i els cònsols de Vilafranca de Conflent, s'havien allunyat del país amb l'entrada dels francesos a Vilafranca de Conflent, refugiant-se a Barcelona.
Finalment, un impost sobre la sal, anomenat de la gabella, generava un profund malestar a la pagesia i classes benestants del Conflent i del Vallespir (el Rosselló en quedà exempt), que acabà duent, entre 1666 i 1667 en una primera fase, i entre 1668 i 1674 en una segona, a la Revolta dels Angelets de la Terra, amplament descrit en l'article corresponent.

## La Conspiració de Vilafranca

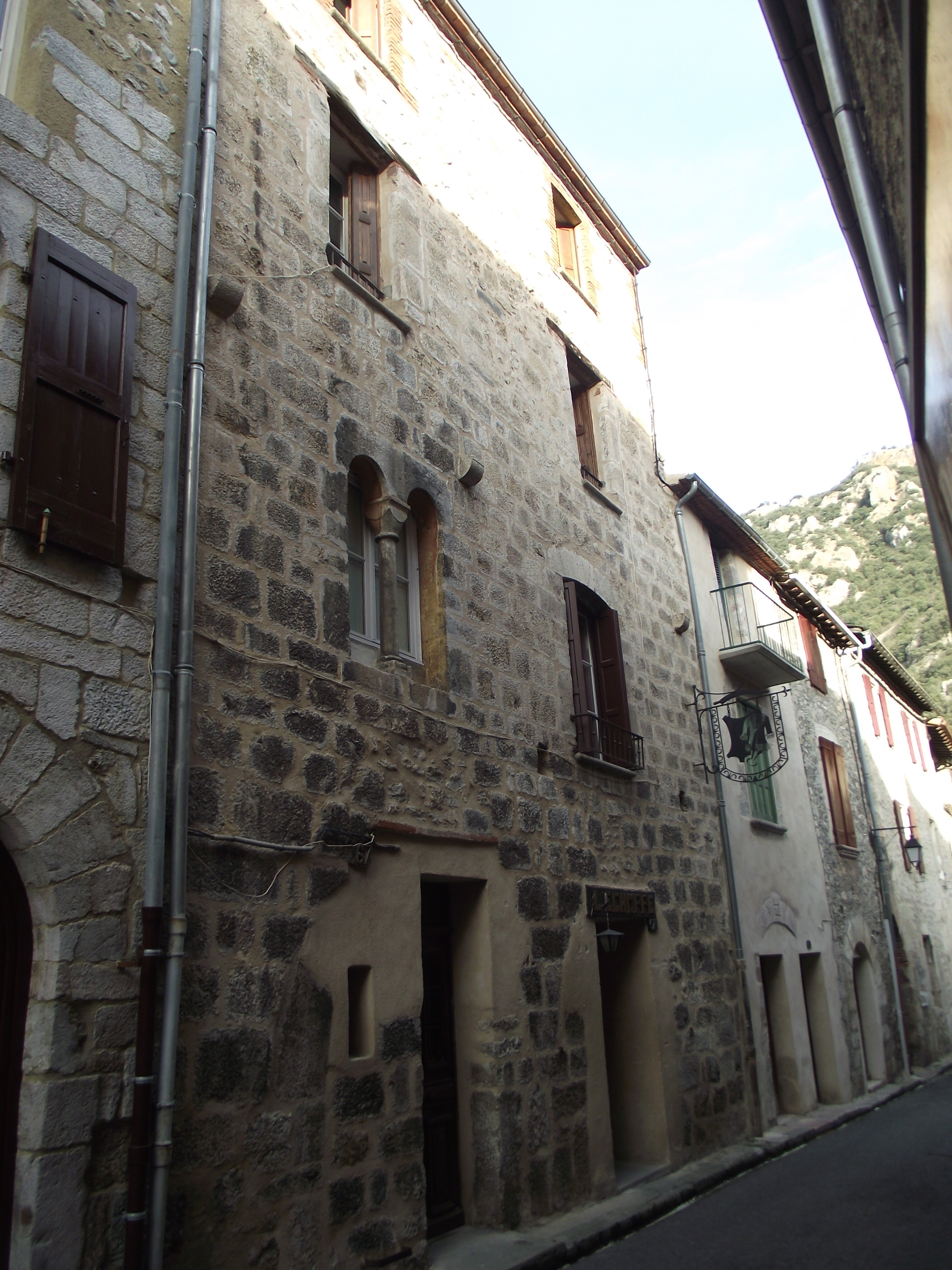
Casa pairal dels de Llar

La casa pairal dels de Llar, al carrer de Sant Joan de Vilafranca de Conflent, fou el principal lloc de reunió d'uns conjurats entre els quals es comptava Carles de Llar, el seu fill Francesc, Emmanuel Descatllar, cosí de l'anterior i fill del senyor de Formiguera, Pere i Jeroni Prats, nebot i oncle, abans esmentats, alguns cònsols de la vila de Vilafranca de Conflent, com Francesc Soler, també emparentat amb els de Llar, i diversos altres membres de les famílies de Llar i de Nyer. una dona tingué un paper rellevant: Gràcia Vilafranca i de Pasqual, tieta de Francesc de Llar, dona abrandada i d'idees radicals.
La conspiració comptava amb diners procedents del virrei de Catalunya per a formar un contingent armat amb persones dels entorns de Vilafranca: 25 homes aportats pels de Llar, 12 per Carles de Banyuls, procedents de Nyer, Pau Escapa n'aportà 10 d'Oleta, Jeroni Prats, 10 més de diversos altres pobles, Fullà hi aportà 10 homes, Pi de Conflent, 12, Vernet, 10, Prada, 10 més, comandats per l'argenter de Prada, Manaut, Saorra, 20, i Vilafranca de Conflent, 20 més.
El dissabte de Passió, havien de ser atacades les guàrdies de les portes de la vila, de seguida que fossin obertes, i es comptava amb 200 soldats de l'exèrcit del Rei de Castella lliures de servei, que s'haurien anat amagant els dies anteriors a la Cova Bastera. Alhora, es preveia l'arribada de soldats procedents de Puigcerdà, conduïts per Pere Prats, que a través del congost de les Llançades, havia d'evitar les guàrdies d'Ovança, Fetges i Sautó.

## A Perpinyà i Salses
Mentre els conjurats de Vilafranca prenien la iniciativa del moviment, d'altres treballaven pel retorn de la resta de la Catalunya del Nord a la Catalunya general. L'alta noblesa compromesa en aquest retorn s'havia retirat majoritàriament a Barcelona o Girona; per això, els conjurats de Perpinyà eren sobretot membres de la burgesia que gaudien d'un rang social elevat: Francesc Puig i Tarrats, doctor en dret, advocat del Consell Sobirà del Rosselló i senyor de les Cluses, n'era el cap visible. Els germans Boixó, de Millars, un d'ells rector de Forques, Francesc de Ça Cirera, el marquès de Llupià, el notari Josep Vilarroja, el metge Francesc Jordi-Lobeyrach, l'advocat Josep Gelcen, el notable Josep Generes, i l'antic cònsol de Perpinyà Antoni Ribet. Un d'ells, Josep Tixedas, era oficial de la companyia del duc de Noailles. Se li oferí el comandament d'una companyia de cavalleria a les ordres del de Noailles, oferta que es repetí al germà seu, Maties Tixedas, que en aquell moment era furrier del Regiment de Cavalleria del Rosselló, de guarnició a Borgonya. Els conspirats oferiren a Tixedas contrapartides perquè no acceptés.

## Fracàs de la conspiració
El 24 de març les tropes de Puigcerdà havien entrat a l'Alt Conflent, amb 1.600 soldats d'infanteria i 600 de cavalleria, reforçats per un nombre indeterminat de fusellers de muntanya i de sometents, als quals s'havien d'unir tots els reclutats a la Catalunya del Nord. Dos dies després, el 26, el general francès comte de Bret arribà de reforç a Vilafranca de Conflent, amb els consellers de Prat i de Queralt, delegats pel Consell Sobirà del Rosselló, avisats per De Parlan, l'oficial que va destapar la conjura.
Era veguer interí del Conflent el vilafranquí Pere Coromina, primer cònsol de la vila, que no estava dins de la conjura. Va ser l'encarregat de frenar l'avenç dels conjurats cap a Vilafranca des de ponent, sobretot a Toès i Entrevalls i a les Gorges dels Graus de Canavelles. Alhora, els investigadors enviats per Pere Coromina acumularen proves, recollides en els pobles de la comarca, de la conspiració. Tot i que la llegenda ho basa tot en la confessió d'Agnès de Llar a de Parlan, el cert és que es van recollir prou proves com per descartar de la investigació els afers íntims de l'oficial de Parlan. Sobretot perquè un altre funcionari francès, Raphaël Sudre, va obtenir una confessió de Pau Escapa, un dels caps de la conspiració. Cal destacar que els comissaris reials encarregats de la investigació obtingueren d'alguns testimonis, que tal vegada amb la confessió es volgueren deslliurar del càstig a què serien sotmesos si eren imputats en la conspiració, en la qual havien participat, sorprenents declaracions, plenes de detalls comprometedors, com a l'interrogatori a Emmanuel Gelabert, adober de Vilafranca de Conflent.
Fou detinguda tota la família de Llar: Carles de Llar ingressà en el Castellet, Emmanuel Descatllar i Francesc Soler, amb Anna de llar i la seva filla Mància, a la Ciutadella de Perpinyà, on Emmanuel Descatllar, sotmès a una cruel tortura, ho va confessar tot. El cap de la casa de Llar, Carles, fou sotmès a tortura el 4 de maig del 1674, interpel·lat pels consellers de Prat i de Queralt. Després d'un llarg interrogatori enmig de terribles tortures, en fou finalment alliberat perquè la seva mort era imminent. Mutilat i agonitzant, va ser lliurat al botxí, juntament amb Soler i Descatllar, qui els va sotmetre al garrot vil, abans de tallar-los el cap i exposar-los a les portes de Vilafranca dins d'una gàbia. En el cas de Francesc Soler, segon cònsol de la vila, el seu cap fou penjat amb una inscripció difamatòria:
Consul / Nec Regi, nec patriae, nec sibi consulens / Consulti nec revelantis conspiratoris / Justas justo consilio / Sic luit poenas. / Anno 1674
El 15 de maig era detingut a Perpinyà el doctor Puig, i dies després foren capturats durant llur fugida el cònsol Ribet i Bernat Rossell, amic i col·laborador de Francesc Puig i Tarrats. D'altres conspiradors perpinyanencs pogueren fugir cap a la Catalunya del sud. Mentrestant, l'exèrcit francès anà ocupant tots els llocs on havien avançat els soldats sud-catalans del virrei de Catalunya, i foren reforçades totes les places fortes, tot i que només el Castell de Bellaguarda havia caigut en mans de les forces dels conspirats.
Després de 18 terribles sessions de cruels tortures, el doctor Puig fou sotmès a garrot vil, decapitat, esquarterat, amb un quart a cada gran avinguda de la ciutat de Perpinyà, i el cap a la Llotja de Perpinyà. Maties Tixedas fou condemnat a mort com a traïdor, amb el seu germà Josep, torturat divuit vegades, el seu cos, encara viu, penjat de la porta de la catedral, després a la plaça de la Llotja, on li van tallar el puny dret i estrangular. El seu cap, un cop separat de la resta del cos, va ser ficat en una gàbia al costat de la del cap de Francesc Puig. D'altres conspiradors (Vilarroja, Ribet i Farinas) patiren igualment tortures i execució del mateix estil, i només se'n va escapar Rossell, a causa de les greus malalties que patia. Hi hagué encara d'altres executats més, el darrer dels quals fou el prevere Emmanuel Boixó, que sofrí les mateixes tortures explicades en els altres casos anteriors.